# 离瓣叶蝉属
离瓣叶蝉属（学名：Placidellus）是叶蝉科下的一个属。

## 下属物种
本属包括以下物种：
- 双支离瓣叶蝉 Placidellus conjugatus (Zhang, Wei & Shen, 2002)[2]
- 石原离瓣叶蝉 Placidellus ishiharei Evans, 1971[2]